# Боярышник даурский
Боярышник даурский (лат. Crataegus dahurica) — кустарник или небольшое дерево, вид рода Боярышник (Crataegus) семейства Розовые (Rosaceae).

## Распространение и экология
В природе ареал вида охватывает южные районы Восточной Сибири, Дальний Восток России, Монголию и северные районы Китая.
Произрастает в лиственных лесах, по опушкам, на сухих склонах гор среди деревьев и кустарников, по речным долинам, на заливных лугах.

## Ботаническое описание
Деревья высотой 2—6 м, часто растущее кустообразно. Ветви тёмно-пурпурного цвета. Колючки 1—2,5 см длиной.
Листья продолговато-ромбической или продолговато-яйцевидной формы, с клиновидным основанием, 5—9-зубчатые, голые, реже короткоопушённые, сверху тёмно-зелёного цвета, снизу светлее, на коротких побегах длиной 1,8—4,5 см и шириной 1,2—3 см, на длинных — крупнее и более глубоко лопастные, иногда почти раздельные. Черешки 0,5—1,5 см длиной. Прилистники ланцетные, рано опадающие.
Цветки 1,2—1,5 см в диаметре, собраны по 7—20 в соцветия. Лепестки белые. Чашелистики ланцетные, цельнокрайные или с 1—2 зубцами с каждой стороны, голые. Тычинки, в числе 20, с пурпурными пыльниками. Пестиков 2—4.
Плоды шаровидные или короткоэллипсоидальные, диаметром 6—9 мм, голые, красного или оранжево-красного, реже оранжево-жёлтого цвета, съедобные. Косточки коричневые, до 5 мм длиной и 3 мм шириной, в количестве 2—4, сжатые с боков. В 1 кг 2,5 тысяч плодов, или 67 тысячи косточек; вес 1 тысячи косточек 12—19 г.
Цветёт в середине мая. Плодоносит в сентябре.

## Значение и применение
Ценный пыльценос, второстепенный медонос. Цветки посещаются различными насекомыми опылителями для сбора нектара и пыльцы. Масса пыльников одного цветка 6,0—11,3 мг, а продуктивность пыльцы 2,0—3,8 мг. Пыльца бледно-жёлтая, мелкая.
Декоративное растение с мелкой, изящной листвой, развертывающейся весной раньше, чем у большинства других видов. В культуре встречается довольно редко, главным образом в ботанических садах.
Изредка разводят в Западной Европе и США (с 1895 года).

## Классификация

### Таксономия
Вид Боярышник даурский входит в род Боярышник (Crataegus) трибы Pyreae подсемейства Спирейные (Spiraeoideae) семейства Розовые (Rosaceae) порядка Розоцветные (Rosales).
|  |                                      |  |                                                              |                                                              |                   |  | ещё 8 семейств (согласно Системе APG III) | ещё 8 семейств (согласно Системе APG III)    |                                              |  |  |  | ещё 7 триб (согласно Системе APG III)         | ещё 7 триб (согласно Системе APG III)         |  |  |  |  | ещё от 200 до 300 видов | ещё от 200 до 300 видов |
|  |                                      |  |                                                              |                                                              |                   |  | ещё 8 семейств (согласно Системе APG III) | ещё 8 семейств (согласно Системе APG III)    |                                              |  |  |  | ещё 7 триб (согласно Системе APG III)         | ещё 7 триб (согласно Системе APG III)         |  |  |  |  | ещё от 200 до 300 видов | ещё от 200 до 300 видов |
|  |                                      |  |                                                              | порядок Розоцветные                                          |                   |  |                                           |                                              | подсемейство Спирейные                       |  |  |  |                                               | род Боярышник                                 |  |  |  |  |                         |                         |
|  |                                      |  |                                                              | порядок Розоцветные                                          |                   |  |                                           |                                              | подсемейство Спирейные                       |  |  |  |                                               | род Боярышник                                 |  |  |  |  |                         |                         |
|  | отдел Цветковые, или Покрытосеменные |  |                                                              |                                                              | семейство Розовые |  |                                           |                                              | триба Pyreae                                 |  |  |  | вид Боярышник даурский                        |                                               |  |  |  |  |                         |                         |
|  | отдел Цветковые, или Покрытосеменные |  |                                                              |                                                              |                   |  |                                           |                                              |                                              |  |  |  |                                               |                                               |  |  |  |  |                         |                         |
|  |                                      |  | ещё 44 порядка цветковых растений (согласно Системе APG III) | ещё 44 порядка цветковых растений (согласно Системе APG III) |                   |  |                                           | ещё 8 подсемейств (согласно Системе APG III) | ещё 8 подсемейств (согласно Системе APG III) |  |  |  | ещё около 60 родов (согласно Системе APG III) | ещё около 60 родов (согласно Системе APG III) |  |  |  |  |                         |                         |
|  |                                      |  |                                                              | ещё 44 порядка цветковых растений (согласно Системе APG III) |                   |  |                                           |                                              | ещё 8 подсемейств (согласно Системе APG III) |  |  |  |                                               | ещё около 60 родов (согласно Системе APG III) |  |  |  |  |                         |                         |